# جيش اللصوص
جيش اللصوص (بالإنجليزية: Army of Thieves)‏ هو فيلم كوميديا رومانسية،سرقة من إخراج وبطولةماتياس شفيغوفر وإنتاج زاك سنايدر.تم عرض الفيلم على نتفليكس في 29 أكتوبر 2021.

## روابط خارجية
- الموقع الرسمي
- جيش اللصوص على موقع IMDb (الإنجليزية)
- جيش اللصوص على موقع ميتاكريتيك (الإنجليزية)
- جيش اللصوص على موقع روتن توميتوز (الإنجليزية)
- جيش اللصوص على موقع نتفليكس (الإنجليزية)
- جيش اللصوص على موقع ألو سيني (الفرنسية)
- جيش اللصوص على موقع قاعدة بيانات الفيلم (الإنجليزية)
- جيش اللصوص على موقع ليتربوكسد (الإنجليزية)
- جيش اللصوص على موقع كينوبويسك (الروسية)

لم يتم العثور على روابط لمواقع التواصل الاجتماعي.